# Jansonia formosa
Jansonia formosa är en ärtväxtart som beskrevs av Richard Kippist. Jansonia formosa ingår i släktet Jansonia och familjen ärtväxter. Inga underarter finns listade i Catalogue of Life.